# Ozero Sarantjany
Ozero Sarantjany (ryska: Озеро Саранчаны) är en sjö i Belarus.   Den ligger i voblasten Vitsebsks voblast, i den norra delen av landet, 140 km nordväst om huvudstaden Minsk. Ozero Sarantjany ligger 171 meter över havet. Arean är 0,45 kvadratkilometer. Den sträcker sig 1,6 kilometer i nord-sydlig riktning, och 0,9 kilometer i öst-västlig riktning.
I omgivningarna runt Ozero Sarantjany växer i huvudsak blandskog. Runt Ozero Sarantjany är det glesbefolkat, med 20 invånare per kvadratkilometer.